# Злашти (Хунедоара)
Злашти (Хунедоара) (рум. Zlasti) је насеље код града Хунедоаре, у округу Хунедоара.

## Историја
Према државном шематизму православног клира Угарске 1846. године место "Залашд" је имало 100 православних породица. Православни парох је био тада поп Петар Поповић.